# 源義成 (河内守)
源 義成（みなもと の よしなり）は、平安時代後期から鎌倉時代初期にかけての武士。官位は従五位上・河内守。

## 略歴
清和源氏義忠流（河内源氏）、左兵衛権佐源義高の子。祖母は従四位上右馬権頭平正盛の息女。子に左衛門尉、伊予権介の義俊。
平氏政権の下で左衛門尉に任ぜられていた。平氏政権崩壊後は散位が続いたが、後鳥羽天皇の知遇を得て従五位上となり河内守に任ぜられた。承久の乱に参加していないことから、それ以前に死去したものと推測されている。